# マリエ＝イブ・ディケアー
マリエ＝イブ・ディケアー（Marie-Ève Dicaire、1986年7月29日 - ）は、カナダのプロボクサーである。ケベック州サントゥスタッシュ出身。元IBF女子世界スーパーウェルター級王者。

## 来歴
アマチュアでは50試合戦い、2013年にはカナダ選手権優勝も果たしている。
2015年11月20日、Christina Barry戦でプロデビューし、判定勝利。
2018年2月15日、Marisa Gabriela NunezとのNABF女子世界スーパーウェルター級王座決定戦に挑み、2-0判定で勝利してプロ10戦目で初タイトル獲得。
2018年12月1日、プロ13戦目でクリス・ナムスが持つIBF女子世界スーパーウェルター級王座に挑み、3-0（97-93×2、96-94）判定で王座奪取に成功。
2019年4月13日、ミカエラ・ローレン相手にIBF王座初防衛戦を行い、3-0判定で初防衛成功。
2019年6月28日、マリア・リンドバーグ相手に2度目の防衛戦を行い、3-0判定で2度目の防衛に成功。
2019年11月23日、オグレイディス・スアレス相手に3度目の防衛戦を行い、3-0判定で3度目の防衛に成功。
2021年3月5日、アメリカ・ミシガン州フリントでWBA・WBC・WBO王者クラレッサ・シールズとの4団体王座統一戦を行うが、0-3判定で敗れIBF王座陥落。
2021年12月17日、シールズが返上したIBF王座を懸けてCynthia Lozanoと対戦し、7回TKOで王座返り咲きに成功。
2022年11月12日、イギリス・マンチェスター・アリーナにてWBC・WBO王者ナターシャ・ジョナスとの3団体王座統一戦行うが、0-3（93-97、92-98、90-100）判定で敗れ再びIBF王座陥落

## 獲得タイトル
- NABF女子世界スーパーウェルター級王座
- IBF女子世界スーパーウェルター級王座